# Bree (Tolkien)
Nas obras fictícias de J. R. R. Tolkien, Bree (ou Bri na publicação brasileira) é uma vila localizada a leste do Condado e sul de Fornost Erain. Foi inspirada pela vila de Brill em Buckinghamshire, que Tolkien visitava regularmente em seus primeiros anos na Universidade de Oxford (Supostamente Tolkien também viveu em Brill por um curto tempo).
Bree era um povoado muito antigo dos homens em Eriador, há muito estabelecida na época da Terceira Era da Terra Média. Após o colapso do reino de Arthedain, Bree continuou a prosperar sem qualquer autoridade central ou governo por muitos séculos. Como Bree está no encontro de duas grandes estradas, a Grande Estrada do Leste e o (agora em desuso) Caminho Verde, que tinha sido durante séculos um centro de comércio e um local de paragem para os viajantes, embora como Arnor no norte diminuiu sua prosperidade e tamanho Bree diminuiu.
Tolkien escreveu duas origens diferentes para o povoado. Uma delas é que Bree tinha sido fundada e povoada pelos Edain que não alcançaram Beleriand na Primeira Era, mantendo-se a leste das montanhas em Eriador. A outra é que foram resultantes, por sua vez, a partir dos mesmos como os Dunlendings. Estas duas origens não são completamente contraditórias já que os Dunlendings eram descendentes dos Haladin que foram contadas a segunda casa dos Edain.
Na época da Guerra do Anel foi a aldeia mais ocidental dos homens na Terra Média, e não havia outro assentamento de homens dentro de cem léguas do Condado. Um dia de viagem a leste ao longo da estrada ficava The Forsaken Inn, de acordo com Aragorn, embora nada mais se sabe sobre ela. Gandalf e Thorin, Escudo de Carvalho se reuniram por coincidência em Bree, pondo em movimento os eventos narrados em O Hobbit. Ambos estavam interessados no dragão Smaug que vivia na Montanha Solitária. Juntos, eles planejaram reconquistar Erebor, o que resultou na morte de Smaug e a descoberta do Um Anel por Bilbo Bolseiro.

## Localização
Datas: fundada no ano 1300 da Terceira Era.
Localização: a leste da região habitada pelos Hobbits.
População: Hobbits e Homens mortais.
Bri é uma aldeia antiga, a mais importante daquela região durante a Terceira Era. É pequena e pouco habitada. Existe uma relação comercial entre Bri e o Condado, principalmente no que toca a Erva-de-Fumo. Muitos Brandebuques vivem perto de Bri.

## Ver Também
- J. R. R. Tolkien
- O Senhor dos Anéis
- O Hobbit
- O Silmarillion